# 不存在的女儿
《不存在的女儿》（英語：The Memory Keeper's Daughter）是一本由美国作家金·爱德华兹所写的小说，是紐約時報暢銷書榜之一。于2005年6月由维京出版社出版。其中文版本由施清真译，繁体中文版本由台湾木马文化出版，简体中文版由凤凰出版传媒集团译林出版社出版。小說被改編成電視電影，並於2008年4月12日在Lifetime Television上播放。

## 情节
1964年3月
1964年，肯塔基州一个不寻常的暴风雪之夜，医生戴维·亨利被迫为自己的妻子接生。先出生的婴儿保罗，是个健康完美的男孩，但接著很快菲比诞生了。戴维发现，女儿菲比患有唐氏综合症。这时候戴维想起了当自己患有一直心脏病的妹妹死于该病的时候母亲是如何痛不欲生，被妹妹的死亡击垮的。他决定欺骗妻子女儿已经夭折，让护士卡罗琳把菲比送到专门照顾智障人士的机构。护士卡罗琳深爱着医生戴维，看到了那个智障人士之家后决定自己养活婴儿。
车耗光了汽油，卡罗琳与婴儿滞留在一个商店旁。随即遇见卡车司机艾尔搭车回到家中。与此同时，戴维善良但是悲观的妻子诺拉被戴维所说的女儿菲比已经死亡所伤心。

## 改編電影
小說被改編成電視電影，於2008年4月12日在Lifetime Television上播放。本片主演包括狄莫·梅朗尼飾演David、葛雷琴·莫爾飾演Norah，以及艾蜜莉·華森飾演Caroline。